# Заид Кунбар
Заид Кунбар (на арабски: زيد القنبر‎; роден на 4 септември 2002 г. в Йерусалим, Израел) е палестински футболист – нападател, състезател на палестинския Джабал Ал-Мукабер и Националния отбор на Палестина. Участник в Купата на Азия 2023, автор на третия гол срещу Хонгконг при загубата с 3:0.